# Chrtové ze Rtína
Chrtové ze Rtína též z Chrtína je starý český rod vladyků a později svobodných pánů ze Rtína.

## Historie

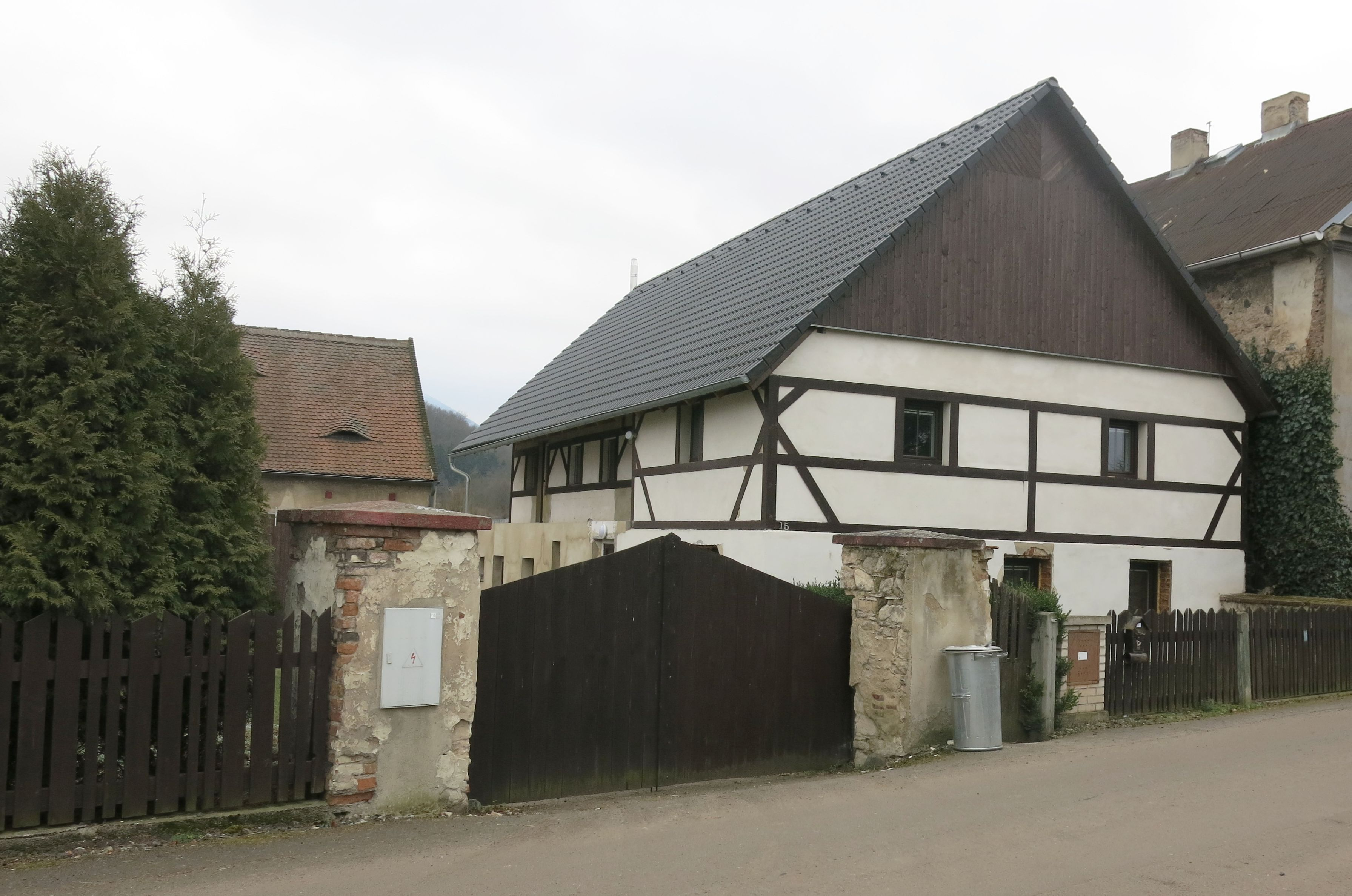
Rtín (Rtyně nad Bílinou), původní sídlo rodu

Jáchym Chrt ze Rtína, jemuž byl v roce 1629 potvrzen panský stav, zakoupil do svého držení některé statky na Prácheňsku a roce 1641 zdědil statek Heřmaničky. Ve druhé polovině 17. století vlastnila Anna Chrtová ze Rtína statek Zborov u Českých Budějovic, který po ní získal její syn Karel Rudolf.
Další varianta tohoto jména byla rovněž Chrt z Ertin (Ertína).
Stejného původu jsou Lapáčkové a Sádlové z Vražného a Vítové ze Rzavého.